# Boubacar Talatou
Boubacar Talatou Djibo (Niamey, 1989. március 12. –) nigeri válogatott labdarúgó, 2015-től a CR Caála labdarúgója.

## Pályafutása

### A válogatottban
2010. június 19-én mutatkozott be a nigeri válogatottban a Niamey-ben játszott barátságos mérkőzésen, amelyen 1–1-es döntetlen született Csád ellen.
Részt vett a 2012-es és a 2013-as afrikai nemzetek kupáján a nigeri válogatott tagjaként.